# Keratsini
Keratsini  (griego moderno: Κερατσίνι) es una población de Grecia. Está encuadrada dentro de la región de Ática y a su vez en la unidad periférica de El Pireo. Forma parte del área metropolitana del Gran Atenas, la capital del país. La zona costera del municipio, alberga diversas instalaciones de servicios portuarios, que complementan al contiguo Puerto de El Pireo. Desde el 2011 forma un nuevo municipio llamado Keratsini-Drapetsona, tras el proceso de fusiones municipales llevado a cabo en Grecia

## Historia
El primer asentamiento del municipio se construyó en la ladera de la colina de Agios Georgios en un lugar propicio para repeler posibles incursiones y con visibilidad hacia el mar. Los cimientos junto a la iglesia de Agios Georgios y los diversos hallazgos dan evidencia de que el primer asentamiento en la zona se construyó alrededor del año 3000 a.c. El nombre del área era Thymaitadai y estaba adyacente al asentamiento de Heracleo en el Pireo, ambos formaban parte de la ciudad de la Antigua Atenas. El asentamiento estaba ubicado en la actual Avenida de la Democracia, que conecta El Pireo, Keratsini y Perama y el centro de Atenas.
La etimología de la población hace referencia al árbol del algarrobo (Ceratonia Siliqua). Tanto en los documentos otomanos como en los griegos, era llamada Keratsinion o Ceracinion. El nombre Keratsinion indica la pequeña Keratia (Algarrobo) que marcaba el cerro, pues proviene de Keratia > Keratini (diminutivo).
Durante la Guerra de independencia de Grecia, Georgios Karaiskakis se instaló en Keratsini, quien construyó fortificaciones temporales en el sitio de Tambouria. En 1827, la ciudad fue destruida por Kioutachi Pasha y permaneció desierta hasta 1830. En 1836, los residentes comenzaron a asentarse nuevamente, mientras que en 1840 el área (ahora llamada Neo Village Tseratsiniou) pasó a depender de la Municipalidad de Atenas. En 1870 se convirtió en una comunidad autónoma llamada Chorio Keratsiniou. En honor a Karaiskakis, la gente del Pireo construyó un templo junto a la capilla de Agios Nikolaos. En 1879 el lugar fue reformado y convertido en monasterio.
Tras la llegada de los refugiados de la Catástrofe de Asia Menor y el intercambio de poblaciones, el 18 de enero de 1934, la zona se transformó en municipio con el nombre de Municipio de Tambourion. Más tarde pasó a llamarse Municipio de Agios Georgios Keratsini, mientras que de 1936 a 1947 el municipio pasó a llamarse Municipio de Amfialis por iniciativa del entonces alcalde, Konstantinos Philandros. En 1947 se establece el nombre actual, Municipio de Keratsini.

## Ciudades Hermanadas
- Presov, Eslovaquia (1994)[4]